# 1868年2月23日日食
1868年2月23日日食为一次在协调世界时1868年2月23日出現的日環食。該次日食食分為0.9348，食甚維持8分30秒。

## 概述
這次日食的食分是0.9348，環食維持8分30秒。

## 基本參數
- 類型：日環食
- 食甚資料：
  - 日期：1868年2月23日
  - 時間：14時21分31秒
  - 地點：6S 33W
  - 食分：0.9348
  - 日環食持續時間：8分30秒

## 外部連結
- NASA日食專頁（页面存档备份，存于）（英文）